# اليوم الدولي للمصارف
اليوم الدولي للمصارف هو حدث للأمم المتحدة، يُقام في 4 ديسمبر من كل عام، أقرته الجمعية العامة للأمم المتحدة في 19 ديسمبر 2019، ويهدف إلى إلقاء الضوء على الدور الهام الذي تلعبه بنوك التنمية المتعددة الأطراف وبنوك التنمية الدولية الأخرى في تمويل التنمية المستدامة، والذي يتمثل في دعم البلدان النامية من خلال توفير التمويل والمشورة الفنية والمساعدة في تنفيذ المشاريع التي تعزز القضاء على الفقر والحد من عدم المساواة ومكافحة تغير المناخ.

## وصلات خارجية
- الموقع الرسمي.